# Nhóm nhạc nam
Nhóm nhạc nam hay nhóm nhạc thiếu niên là một nhóm nhạc bao gồm các nam ca sĩ trẻ, thường ở độ tuổi thanh thiếu niên hoặc độ tuổi đôi mươi vào thời điểm nhóm được thành lập. Họ hát những bản tình ca hướng tới phụ nữ trẻ. Vì là một nhóm nhạc ca hát nên hầu hết các thành viên nhóm nhạc nam không chơi nhạc cụ trong buổi thu âm hay trên sân khấu, tạo nên thuật ngữ một vài thứ dùng từ sai. Tuy nhiên là thực sự vẫn tồn tại những ngoại lệ. Nhiều nhóm nhạc nam còn nhảy và ca hát, cũng như thường đem tới những màn trình diễn vũ đạo đẹp mắt.
Một số nhóm nhạc như vậy là do tự họ thành lập, thường khai triển từ các nhóm hợp xướng nhà thờ (ban hát nhà nguyện) hoặc các ca đoàn nhạc phúc âm, nhưng thường là do các nhà quản lý nghệ sĩ hoặc nhà sản xuất âm nhạc tạo ra thông qua việc tổ chức các buổi thử giọng. Các nhóm nhạc nam có khái niệm tương tự như các đối tác của họ, các nhóm nhạc nữ. Mức độ nổi tiếng của các nhóm nhạc nam đạt đến thời kỳ đỉnh cao tổng cộng 4 lần: vào những năm 1960 (ví dụ: Jackson 5 và Osmonds), vào những năm 1990 và đầu những năm 2000 khi các nghệ sĩ như Take That, Backstreet Boys, *NSYNC, Boyzone, F4, Phi Luân Hải và Westlife, thống trị các bảng xếp hạng nhạc pop toàn cầu như Billboard của Hoa Kỳ hay Oricon của Nhật Bản, vào đầu những năm 2010 với sự xuất hiện của các nhóm nhạc nam mới nổi tiếng như Big Time Rush, One Direction và các nghệ sĩ K-pop như BTS, Exo, Seventeen, NCT và vào cuối những năm 2010 với các nhóm nhạc pop như CNCO, Why Don't We và PrettyMuch.

## Lịch sử

### Thập niên 1990: Boyz II Men, Take That, Backstreet Boys, NSYNC và Westlife
Một vài nhà quản lý nghệ sĩ tại châu Âu đã sớm tạo ra các nhóm nhạc của riêng mình lấy cảm hứng từ ban nhạc New Kids on the Block, mở đầu với nhóm Take That của Nigel Martin-Smith tại Vương quốc Anh (thành lập năm 1990), theo sau là ông bầu Tom Watkins người gặt hái được thành công từ Bros trong những năm cuối thập niên 1980 cũng như tạo ra nhóm nhạc East 17 vào năm 1991.
Từ thành công của các nhóm nhạc nam Bắc Mỹ như New Kids on the Block tại khu vực Đông Á thì công ty giải trí Nhật Bản Johnny & Associates đã cho ra đời nhóm nhạc SMAP vào năm 1992. Nhóm đã gặt hái được thành công vang dội với hơn 35 triệu đĩa được bán ra. Nó mở đường cho nhiều nhóm nhạc nam châu Á khác như Arashi của Nhật và Tiểu Hổ Đội của Đài Loan.
Mãi đến năm 1997 cùng với sự chuyển đổi sang các nhóm nhạc thiên hướng pop như Backstreet Boys, 98 Degrees, NSYNC, The Moffatts và Hanson thì các nhóm nhạc nam mới bắt đầu bùng nổ về mặt thương mại và thống lĩnh thị trường âm nhạc tại Mỹ. Thời điểm cuối những năm 1990 đánh dấu mức phủ sóng đỉnh điểm của mô hình nhóm nhạc nam tại khu vực Bắc Mỹ, điều mà trước nay chưa từng có.

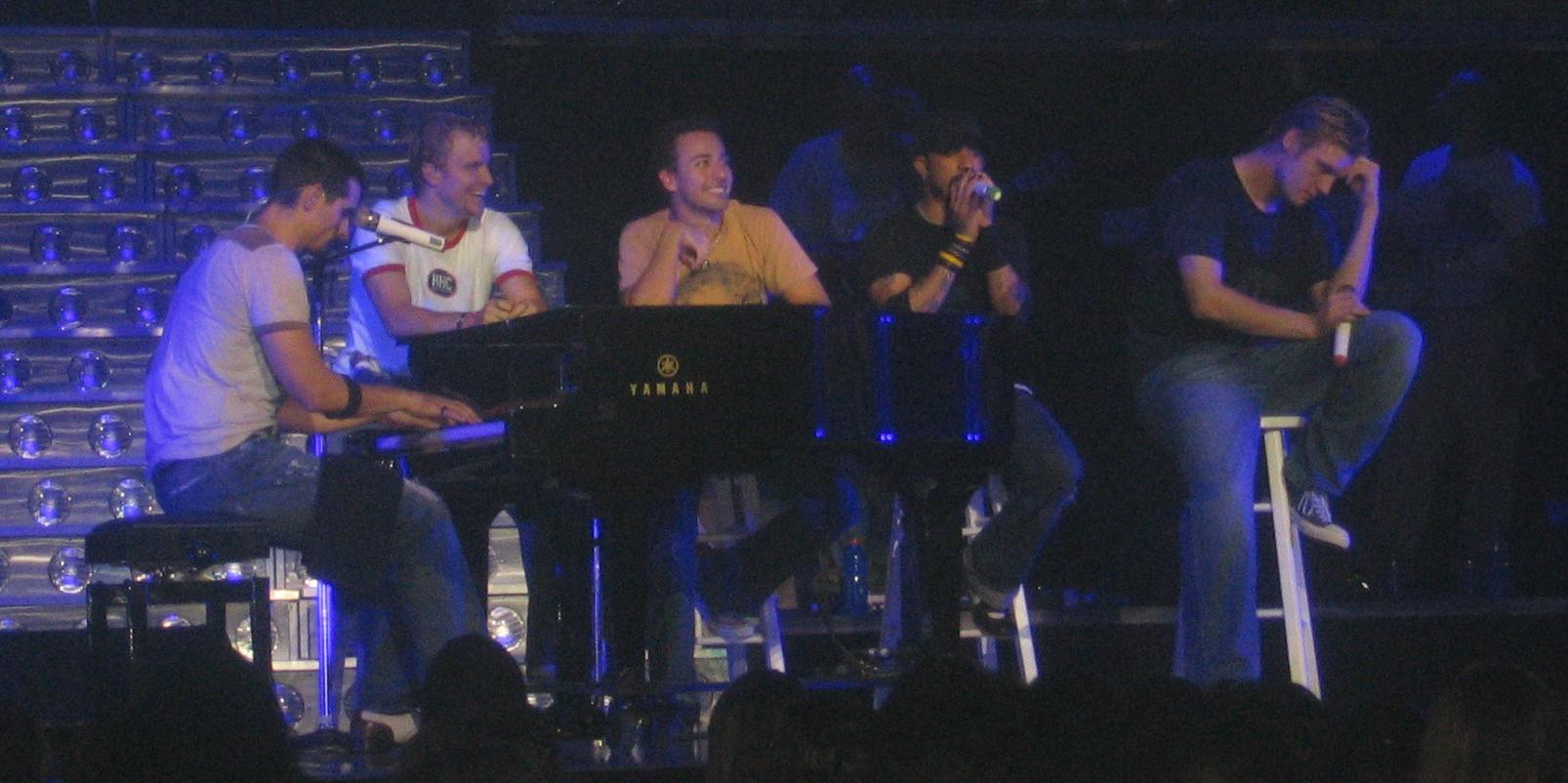
Nhóm nhạc Backstreet Boys đã bán được hơn 100 triệu đĩa.

Có thể nói rằng nhà quản lý nghệ sĩ thành công nhất nước Mỹ chính là Lou Pearlman, người tạo ra những ban nhạc rất thành công về mặt thương mại ví dụ như Backstreet Boys năm 1993, NSYNC và LFO năm 1995, O-Town năm 2000 và US5 năm 2005. Backstreet Boys và NSYNC từng là hai nhóm nhạc nam nổi tiếng nhất giai đoạn cuối những năm 90 - đầu những năm 2000, ngoài ra nhóm Backstreet Boys còn tiếp tục nối gót The Jackson 5 trở thành những ban nhạc nam bán đĩa chạy nhất trong lịch sử với hơn 100 triệu đĩa được bán ra.
Thời điểm cuối những năm 1990 tại Anh Quốc, nhà sản xuất Simon Cowell cũng nổi tiếng với việc quản lý nhóm nhạc Five của Anh (thành lập năm 1997) và nhóm Westlife của Ireland (thành lập năm 1998). Westlife do ông bầu Louis Walsh người Ireland tạo ra nhằm thay thế Boyzone, và lúc đầu Westlife vốn do cựu thành viên nhóm Boyzone là Ronan Keating quản lý. Mặc dù Cowell là ông bầu mát tay khi tham gia quản lý nhiều nhóm nhạc nam nổi tiếng và thành công nhưng đáng tiếc lại bỏ lỡ việc ký kết hợp đồng với hai trong số các ban nhạc nam trứ danh nhất nổi lên ở những năm 1990-2000, đó là Take That và Busted.

### Thập niên 2000: Backstreet Boys, NSYNC, Westlife, Jonas Brothers, F4 và Phi Luân Hải

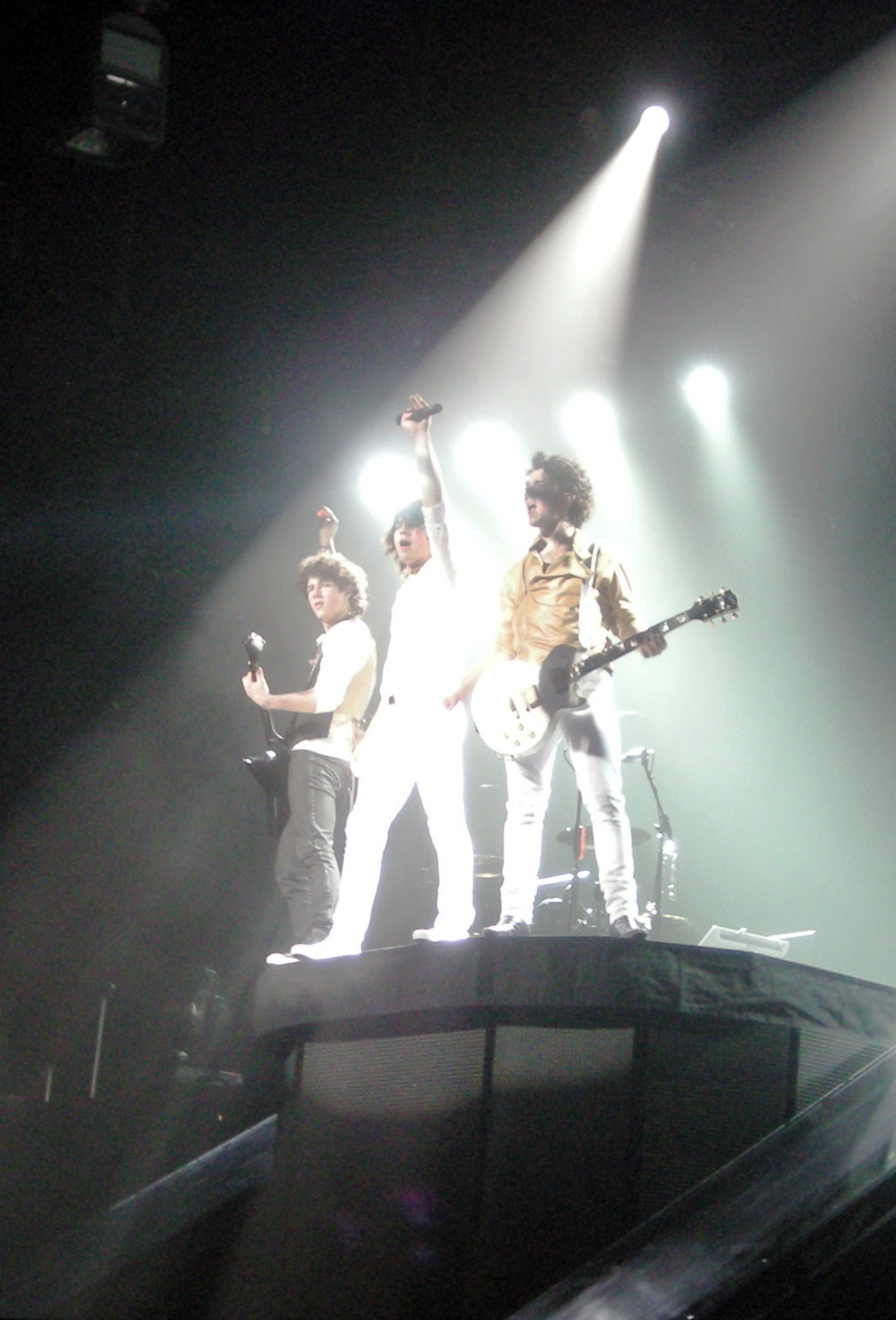
Jonas Brothers được coi là một nhóm nhạc nam.

Tiếp nối thành công của Backstreet Boys và NSYNC, các nhóm nhạc Âu-Mỹ như 98 Degrees, Westlife, O-Town, A1, Blue và Busted đã nhanh chóng đạt được sự nổi tiếng cả ở trong nước và quốc tế.
Kể từ năm 2001, sự thống trị của các nhóm nhạc nam truyền thống trên các bảng xếp hạng đại chúng bắt đầu biến mất ở phía Tây Bán cầu, mặc dù biên tập Gil Kaufman của kênh MTV có kể ra những "nhóm nhạc nam thế hệ mới" có xu hướng giống với các ban nhạc My Chemical Romance, Sum 41 và Simple Plan hơn.
Cũng trong năm 2001, nhóm nhạc nam F4 (đổi tên thành JVKV từ năm 2007) của Đài Loan đã bùng nổ mạnh mẽ từ sau thành công của bộ phim truyền hình Vườn sao băng. Tiếng tăm của họ phủ sóng khắp châu Á. Cùng với thành công này, nhiều nhóm nhạc nam khác của Đài Loan đã nổi lên ở thời điểm đó, ví dụ như 183 Club, 5566 và đặc biệt là Phi Luân Hải. Tại Hàn Quốc, nhóm nhạc Shinhwa cũng góp phần lan tỏa làn sóng Hallyu ra khắp châu Á bao gồm: Nhật Bản, Thái Lan, Singapore, Đài Loan, Hồng Kông và Trung Quốc. Cũng trong năm 2001, một nhóm nhạc pop và dance mới gồm toàn thành viên nam đến từ Nhật Bản có tên gọi Exile đã ra mắt dưới trướng công ty thu âm Rhythm Zone trực thuộc Tập đoàn Avex với 14 thành viên, ngang ngửa với Super Junior, một nhóm nhạc nam Hàn Quốc, có 13 thành viên vào thời kỳ đỉnh cao.
Nhóm nhạc nam Arashi của Nhật Bản đã bán được hơn 30 triệu bản từ các đĩa hát của mình kể từ lần phát hành đầu tiên năm 1999. Nhóm sở hữu cho mình đĩa đơn bán chạy nhất tại Nhật Bản trong các năm 2008 và 2009. Năm 2003, nhóm SMAP phát hành đĩa đơn "Sekai ni Hitotsu Dake no Hana", sau đó trở thành đĩa đơn bán chạy thứ ba tại Nhật Bản, với hơn 3 triệu bản được bán ra.
Tại khu vực Bắc Mỹ, nhóm nhạc Jonas Brothers trở nên nổi tiếng từ việc quảng bá trên sóng kênh truyền hình Disney Channel vào năm 2008. Những nhóm nhạc nam khác như JLS và Mindless Behavior cũng bắt đầu nổi lên và có được thành công đáng kể trong khoảng thời gian này. Tuy nhiên, ngoài mấy nhóm này ra thì thể loại nhóm nhạc nam đã không có được sự bùng nổ về mặt thương mại giống như thời kỳ từ giữa đến cuối những năm 90 ở Bắc Mỹ.
Giai đoạn giữa thập niên 2000, đặc biệt là tại Anh Quốc và phần còn lại của châu Âu, đã chứng kiến sự hoạt động bền bỉ liên tục của các nhóm nhạc nam thập kỷ 90 ví dụ như Backstreet Boys và Westlife (trước khi tan rã vào năm 2012), cũng như sự trở lại thành công của Take That năm 2005, Boyzone năm 2007 và New Kids on the Block năm 2008. Một vài mục báo có đề cập đến các nhóm nhạc này, nhất là những nhóm có sự điều chỉnh đội hình sau một khoảng thời gian tách nhóm, bao gồm: Take That, Boyzone và 98 Degrees khi đã trở thành những "nhóm nhạc đàn ông" (man band).

### Thập niên 2010: One Direction và sự trỗi dậy của K-pop

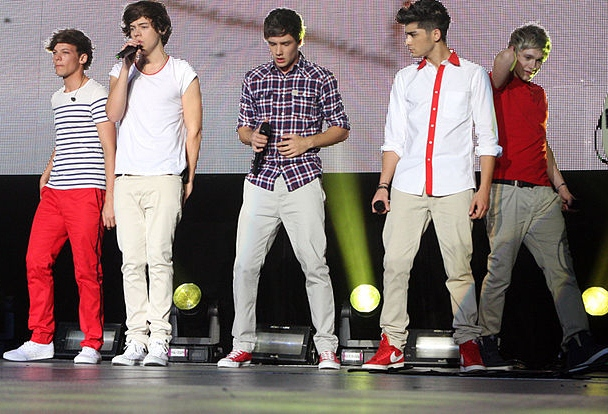
Nhóm nhạc One Direction bắt đầu nổi lên từ năm 2011.

Đầu thập niên 2010, phần nào có sự hồi sinh về mức độ phủ sóng của mô hình nhóm nhạc nam tại những quốc gia mà trào lưu này đã không còn duy trì nữa, với sự nổi lên của những nhóm nhạc nam mới như Big Time Rush, The Wanted và One Direction cũng như việc thành lập siêu nhóm nhạc NKOTBSB bao gồm các thành viên của New Kids on the Block và Backstreet Boys. Thành công của NKOTBSB đã truyền cảm hứng cho các nhóm nhạc nam từng rất nổi tiếng trong suốt những năm 1990-2000 được quay trở lại sân khấu, ví dụ như: A1, Blue, 98 Degrees, Five, 911 và O-Town. Tương tự như 2gether và The Monkees thì nhóm Big Time Rush cũng là sản phẩm được tạo ra trong một chương trình truyền hình.
Tại khu vực Đông Nam Á, các nhóm nhạc nam bản địa cũng nổi lên sau thành công liên tiếp của các nhóm nhạc nam Nhật Bản và Hàn Quốc như SMAP, Shinhwa, TVXQ, Arashi, Exile, Super Junior, Big Bang, SHINee, Exo và BTS. Một trong số những nhóm nhạc nam nổi lên nhờ tác động của Hallyu (làn sóng Hàn Quốc) là cái tên SM*SH đến từ Indonesia đã gặt hái được thành công đáng kể tại quê nhà. Còn tại Philippines, một nhóm nhạc nam thuộc dạng sừng sỏ đã được thành lập thông qua chương trình truyền hình thực tế đầu tiên chuyên tìm kiếm nhóm nhạc nam cho đất nước có tên gọi Pinoy Boyband Superstar diễn ra vào giữa năm 2016.
Tại Hàn Quốc, các nhóm nhạc nam đã thành công về mặt thương mại. Trên bảng xếp hạng album cuối năm của Gaon Music Chart, 9 trong số 10 và 17 trong số 20 album hàng đầu là của các nhóm nhạc nam hoặc các nhóm nhỏ/thành viên của các nhóm nhạc nam. Map of the Soul: 7 của BTS là album bán chạy nhất mọi thời đại tại Hàn Quốc, với hơn 4,4 triệu bản được bán ra và XOXO của Exo trở thành album đầu tiên phát hành kể từ năm 2001 bán được hơn 1 triệu bản. Tính đến năm 2021, các nhóm nhạc nam như Seventeen, NCT và NCT 127 cũng đã trở thành những nhóm nhạc bán được 1 triệu bản thường xuyên.
Năm 2013, Billboard bắt đầu đưa tin về các bản phát hành âm nhạc của K-pop, mặc dù K-pop đã ra mắt trên bảng xếp hạng ngay từ năm 2009, đánh dấu sự phát triển của làn sóng Hallyu ở Hoa Kỳ. Đến năm 2017, BTS thâm nhập vào thị trường âm nhạc quốc tế, đẩy mạnh làn sóng Hàn Quốc tại Hoa Kỳ và trở thành nhóm nhạc Hàn Quốc đầu tiên nhận được chứng nhận của Hiệp hội Công nghiệp Ghi âm Hoa Kỳ (RIAA) với đĩa đơn "Mic Drop". Nhóm là nghệ sĩ Hàn Quốc đầu tiên đứng đầu bảng xếp hạng Billboard 200 của Hoa Kỳ với album phòng thu Love Yourself: Tear (2018) và kể từ đó đã liên tục đứng đầu bảng xếp hạng này với album Love Yourself: Answer (2018), Map of the Soul: Persona (2019), Map of the Soul: 7 (2020) và Be (2020). Love Yourself: Answer cũng phá vỡ kỷ lục hàng tháng mọi thời đại trên Gaon Album Chart của Hàn Quốc do Love Yourself: Tear thiết lập trước đó và trở thành album Hàn Quốc đầu tiên nhận được chứng nhận Vàng tại Hoa Kỳ.
Tại Nhật Bản, Arashi tiếp tục gặt hái được những thành công vang dội khi trở thành nghệ sĩ âm nhạc bán đĩa chạy nhất tại Nhật Bản từ năm 2013 đến năm 2017, tính theo giá trị doanh số và cũng có album bán chạy nhất hàng năm tại quốc gia này vào các năm 2010, 2011, 2013, 2015 và năm 2016. Các nhóm nhạc nam Nhật Bản thành công khác trong thập kỷ này bao gồm Sandaime J Soul Brothers, nghệ sĩ âm nhạc bán chạy thứ hai trong năm 2016 tại quốc gia này và Kanjani Eight, nghệ sĩ âm nhạc bán chạy thứ năm trong năm đó tại Nhật Bản.

## Các nhóm nhạc nam bán đĩa chạy nhất thế giới
Sau đây là danh sách các nhóm nhạc nam bán đĩa chạy nhất dựa trên doanh số đã được công bố là hơn 40 triệu đĩa.
| Nghệ sĩ               | Quốc tịch               | Số thành viên | Năm hoạt động                               | Thể loại | Số album phòng thu | Doanh số  |
| --------------------- | ----------------------- | ------------- | ------------------------------------------- | -------- | ------------------ | --------- |
| Backstreet Boys       | Hoa Kỳ                  | 5 → 4 → 5     | 1993–nay (27 năm)                           | Pop      | 10                 | 100 triệu |
| The Osmonds           | Hoa Kỳ                  | 5             | 1958–1980 (22 năm)                          | Pop      | 22                 | 77 triệu  |
| The Jackson 5         | Hoa Kỳ                  | 5 → 6 → 4     | 1964–1990, 2001, 2012–2013 (29 năm)         | Pop/R&B  | 18                 | 75 triệu  |
| New Kids on the Block | Hoa Kỳ                  | 5 → 4 → 5     | 1984–1994, 2008–nay (21 năm)                | Pop      | 6                  | 70 triệu  |
| Bay City Rollers      | Vương quốc Anh          | 5             | 1966–1981 (15 năm)                          | Pop      | 16                 | 70 triệu  |
| One Direction         | Vương quốc Anh/ Ireland | 5 → 4         | 2010–2016 (6 năm; đang tạm ngừng hoạt động) | Pop      | 5                  | 70 triệu  |
| *NSYNC                | Hoa Kỳ                  | 5             | 1995–2002 (7 năm)                           | Pop      | 4                  | 70 triệu  |
| Boyz II Men           | Hoa Kỳ                  | 5 → 4 → 3     | 1988–nay (31 năm)                           | R&B      | 11                 | 60 triệu  |
| Take That             | Vương quốc Anh          | 5 → 4 → 5 → 3 | 1990–1996, 2005–nay (20 năm)                | Pop      | 8                  | 45 triệu  |
| Westlife              | Ireland                 | 5 → 4         | 1998–2012; 2018–nay (16 năm)                | Pop      | 11                 | 45 triệu  |